# L'última trucada
L'última trucada (títol original en anglès: The call) és una pel·lícula estatunidenca del 2013, de gènere thriller psicològic dirigida per Brad Anderson i protagonitzada per Halle Berry, Abigail Breslin, Michael Eklund i Morris Chestnut.
Participà en la Secció Oficial de Fantàstic Especials en el Festival Internacional de Cinema Fantàstic de Sitges 2013
Estrenada als Estats Units el 15 de març de 2013.

## Argument
La Jordan (Halle Berry) és una operadora experimentada del telèfon d'emergències 911. Una nit rep una trucada d'una adolescent, Leah, quan un intrús irromp a casa seva. Jordan aconsella que s'amagui a dalt. Quan la trucada es desconnecta, Jordan torna a trucar a Leah, una decisió que li costa la vida a Leah. Emocionalment afectada per l'incident, Jordan li diu al seu xicot, l'oficial Paul Phillips (Morris Chestnut), que ja no pot atendre les trucades. Mesos després haurà de superar el seu trauma per ajudar una altra adolescent que acaba de ser segrestada. Jordan es veu obligada a fer el seguiment de la Casey (Abigail Breslin) retinguda al maleter del cotxe del segrestador. Des del mòbil, la Jordan mirarà de localitzar la noia.
S'inicia així una angoixant persecució que la farà enfrontar-se a un perillós psicòpata.

## Repartiment
- Halle Berry: Jordan Turner
- Abigail Breslin: Casey Welson
- Morris Chestnut: Paul Phillips
- Michael Eklund: Michael Foster
- David Otunga : Jake Devans
- Evie Thompson : Leah
- Michael Imperioli : Alan Denado
- Justina Machado : Rachel
- Roma Maffia : Maddy
- Ella Rae Peck : Autumn
- Jenna Lamia : Brooke
- Ross Gallo : Josh

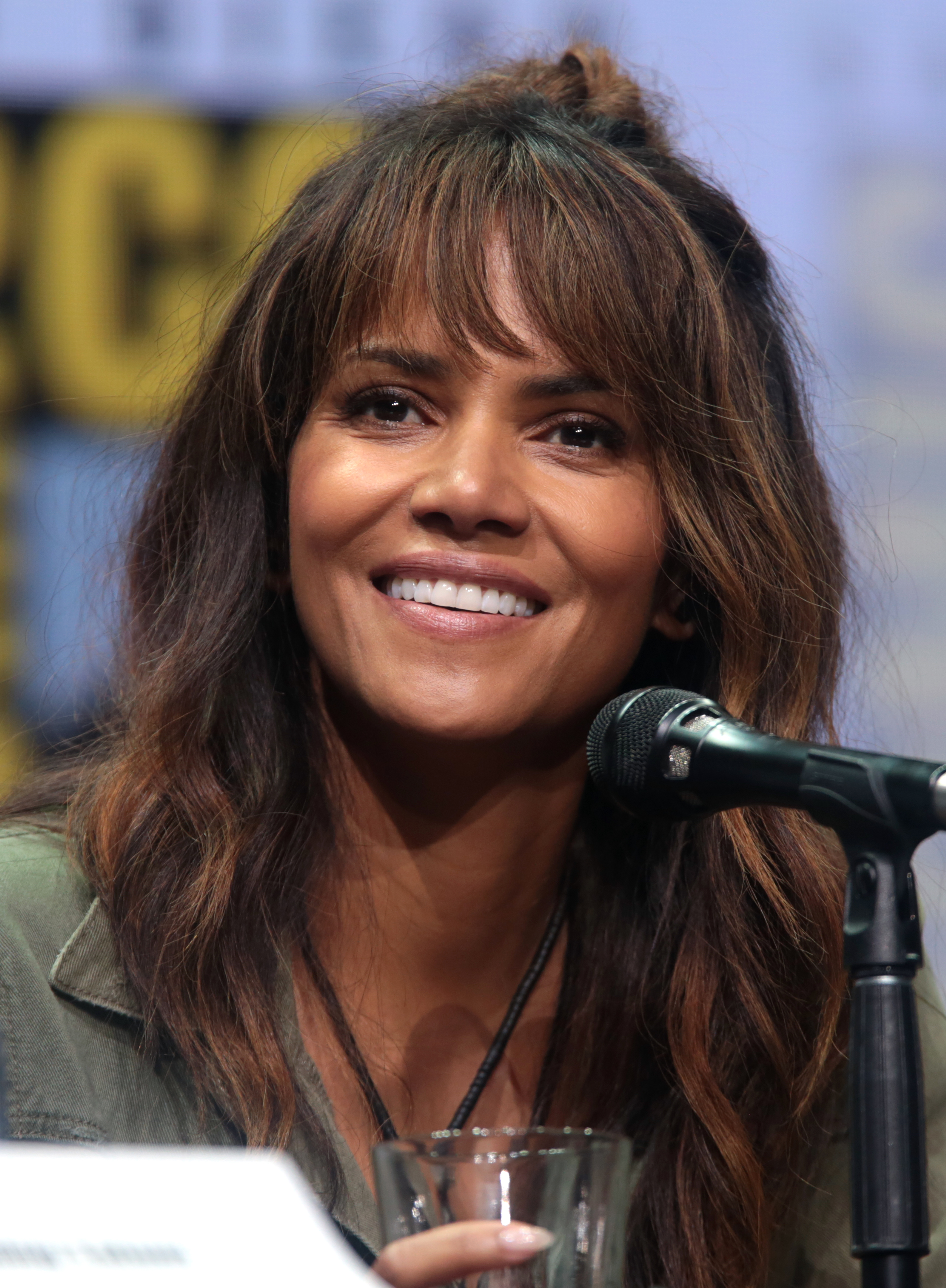
Halle Berry
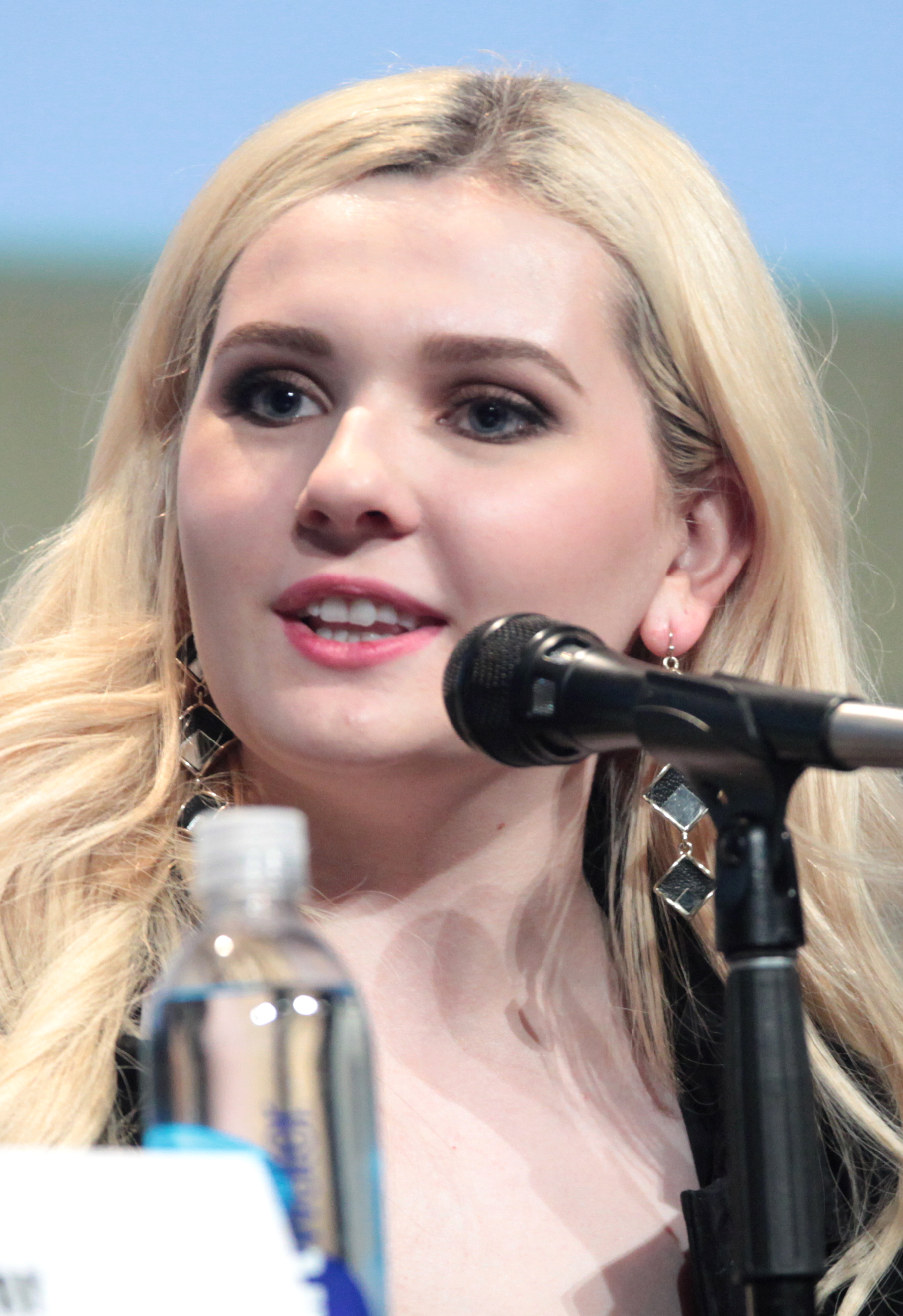
Abigail Breslin
Morris Chestnut
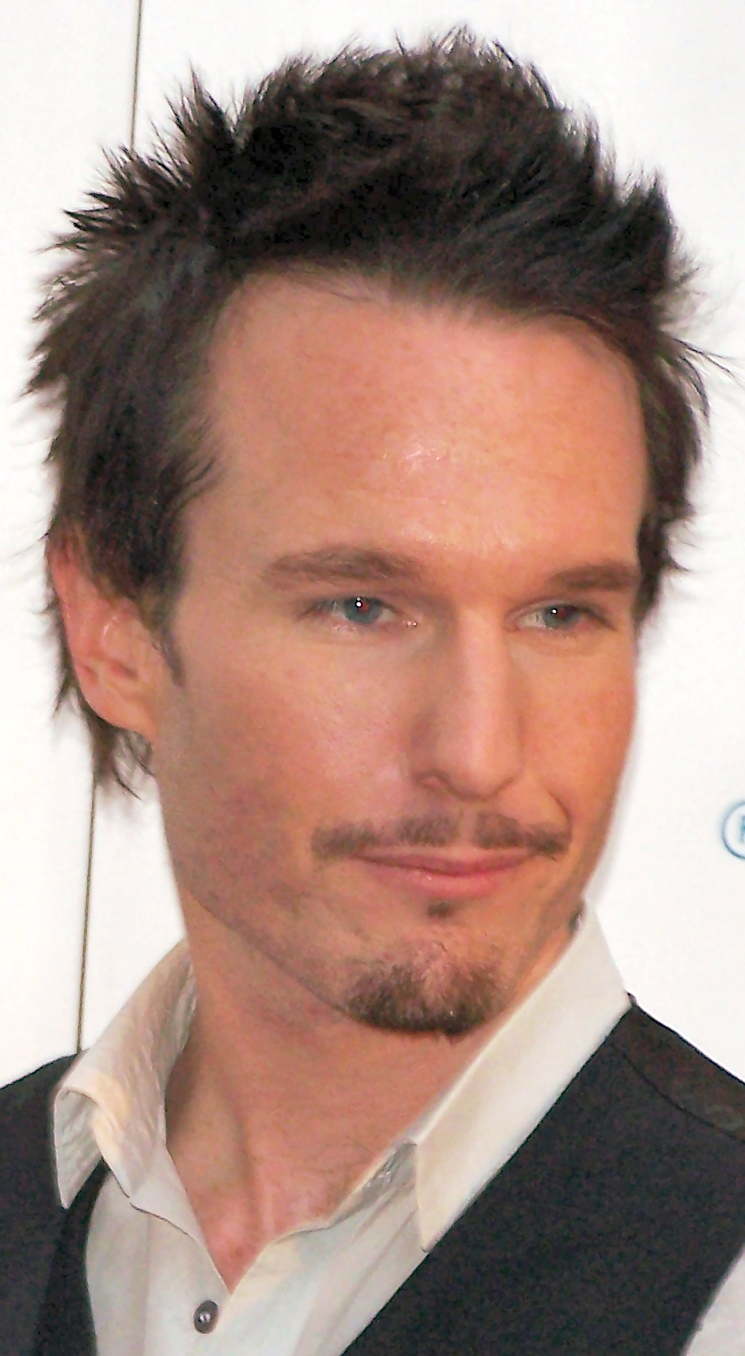
Michael Eklund

## Al voltant de la pel·lícula
L'última trucada és una pel·lícula de baix cost d'acció dirigida al gran públic, (una popcorn action movie) inicialment es planejava amb el títol de The Hive, el nom del centre d'atenció telefònica, es va estrenar finalment amb el nom de The Call.
En un principi estava escrit per ser una sèrie de televisió, fins que Richard D'Ovidio (13 fantasmes) va adaptar el guió en un llargmetratge.
Ideat per ser dirigit per Joel Schumacher, conegut pels seus films Joves ocults (1987) o Batman Forever (1995), al final, el director va abandonar el projecte i va ser el responsable dels films independents El maquinista (2004) i Transsiberià (2008), Brad Anderson, qui es va encarregar de donar un toc personal i claustrofòbic a aquesta proposta de suspens.
La guanyadora d'un Oscar a millor actriu a Monster's Ball (2001), Halle Berry interpreta el paper de la teleoperadora protagonista, secundada per Abigail Breslin, que es va convertir en la revelació de l'any el 2006 per la seva interpretació d'Olive a Petita Miss Sunshine, aquí en el paper de Casey la noia segrestada.
Amb un pressupost de 13 milions de dòlars, la recaptació de la pel·lícula va assolir els 51,9 milions de dòlars al mercat nord-americà (Estats Units i Canadà), amb una recaptació total a nivell mundial de 68,6 milions de dòlars

## Crítica
En el lloc web estatunidenc Rotten Tomatoes dedicat a la crítica i informació sobre pel·lícules, L'última trucada obté una valoració positiva d'un 44% dels crítics sobre un total de 132 ressenyes, amb una valoració mitja de 5,20/10 i un 65% d'aprovació de l'audiència, amb un 3,67/5.
A l'agregador de ressenyes Metacritic, la pel·lícula obté una qualificació de 51/100 a partir de les opinions de 23 crítics, amb 5 valoracions positives, 14 en la qualificació mixta i 4 negatives. Els usuaris la valoren amb una puntuació del 6,5/10.
Segons Andy Lea a Dailystar Halle Berry ens recorda emfàticament la seva condició d'estrella en aquest thriller de baix pressupost molt ben traçat.
En la ressenya de Mick LaSalle al San Francisco Chronicle, el guió troba maneres de convertir-ho en una successió d'incidents fascinants prou versemblants i brutalment desconcertants. Berry i Breslin són tot el que els demana el guió: controlats, abandonats, frenètics, histèrics, enfurismats. L'assassí que interpreta Michael Eklund és tan convincentment vil, patètic i repel·lent que el públic pot oblidar que actua. De fet, és un risc ser tan bo interpretant algú tan horrible.
Per Andrew Barker a Variety, la qualitat tècnica en general és sòlida. Els efectes i les imatges de l'autopista i les escenes del maleter estan aconseguides.